# کربن نوع چهارم
| کربن چهارتایی                                                     |
| ----------------------------------------------------------------- |
|                                                                   |
| فرمول ساختاری نئوپنتان (کربن نوع چهارم با رنگ قرمز مشخص شده است.) |

کربن نوع چهارم یک اتم کربن است که به چهار اتم کربن دیگر متصل است. به همین دلیل، اتم‌های کربن نوع چهارم فقط در هیدروکربن‌هایی یافت می‌شوند که حداقل پنج اتم کربن دارند. اتم های کربن نوع چهارم می توانند در آلکان‌های شاخه‌دار وجود داشته باشند، اما در آلکان های خطی وجود ندارد.
|                                | کربن نوع اول  | کربن نوع دوم  | کربن نوع سوم  | کربن نوع چهارم |
| ساختار عمومی (R = استخلاف آلی) | frameless=1.0 | frameless=1.0 | frameless=1.0 | frameless=1.0  |
| بخشی از فرمول ساختاری          | frameless=1.0 | frameless=1.0 | frameless=1.0 | frameless=1.0  |

## سنتز
تشکیل مراکز کربن چهارتایی کایرال همواره یک چالش سنتز آلی بوده است. شیمیدانان واکنش‌های نامتقارن دیلز-آلدر، واکنش هک، حلقه‌ای شدن انین، واکنش‌های حلقه‌زایی، فعال‌سازی پیوند C-H، جانشینی آلیلی، واکنش پاوسون–خاند، و غیره را برای ایجاد کربن نوع چهارم نامتقارن پیشنهاد کرده اند.